# Centroglossa macroceras
Centroglossa macroceras é uma espécie de orquídea (Orchidaceae) do Estado do Rio de Janeiro.